# Central Hockey League 1975-1976
La stagione 1975-1976 è stata la 13ª edizione della Central Hockey League, lega di sviluppo creata dalla National Hockey League per far crescere i giocatori delle proprie franchigie. La stagione vide al via sei formazioni e al termine dei playoff i Tulsa Oilers conquistarono la loro seconda Adams Cup.

## Squadre partecipanti
Rispetto alla stagione precedente si trasferirono i Denver Spurs, si sciolsero gli Omaha Knights e i Seattle Totems, mentre si iscrissero i Tucson Mavericks.
- Dallas Black Hawks
- Fort Worth Texans
- Oklahoma C. Blazers
- Salt Lake Golden Eagles
- Tucson Mavericks
- Tulsa Oilers

## Stagione regolare
|  | Pos. | Squadra                 | Pt  | G  | V  | S  | N  | GF  | GS  | DR   |
|  | ---- | ----------------------- | --- | -- | -- | -- | -- | --- | --- | ---- |
|  | 1.   | Tulsa Oilers            | 100 | 76 | 45 | 21 | 10 | 301 | 228 | +73  |
|  | 2.   | Dallas Black Hawks      | 93  | 76 | 41 | 24 | 11 | 282 | 211 | +71  |
|  | 3.   | Salt Lake Golden Eagles | 78  | 76 | 37 | 35 | 4  | 300 | 299 | +1   |
|  | 4.   | Oklahoma C. Blazers     | 74  | 76 | 32 | 34 | 10 | 256 | 263 | -7   |
|  | 5.   | Fort Worth Texans       | 74  | 76 | 29 | 31 | 16 | 287 | 271 | +16  |
|  | 6.   | Tucson Mavericks        | 37  | 76 | 14 | 53 | 9  | 242 | 396 | -154 |

Legenda:

      Ammesse ai Playoff
Note:

Due punti a vittoria, un punto a pareggio, zero a sconfitta.

## Playoff
|  | Semifinali | Semifinali              | Semifinali |                    |   | Finale       | Finale | Finale |  |
|  |            |                         |            |                    |   |              |        |        |  |
|  | 1          | Tulsa Oilers            | 4          |                    |   |              |        |        |  |
|  | 1          | Tulsa Oilers            | 4          |                    |   |              |        |        |  |
|  | 4          | Oklahoma City Blazers   | 0          |                    |   |              |        |        |  |
|  | 4          | Oklahoma City Blazers   | 0          |                    | 1 | Tulsa Oilers | 4      |        |  |
|  |            |                         |            |                    | 1 | Tulsa Oilers | 4      |        |  |
|  |            |                         | 2          | Dallas Black Hawks | 1 |              |        |        |  |
|  | 2          | Dallas Black Hawks      | 2          | Dallas Black Hawks | 1 | 4            |        |        |  |
|  | 2          | Dallas Black Hawks      |            |                    |   |              |        |        |  |
|  | 3          | Salt Lake Golden Eagles | 1          |                    |   |              |        |        |  |

## Premi CHL
- Adams Cup: Tulsa Oilers
- Jake Milford Trophy: Orland Kurtenbach (Tulsa Oilers)
- Most Valuable Defenseman Award: Ian McKegney (Dallas Black Hawks)
- Rookie of the Year: Brad Gassoff (Tulsa Oilers)
- Tommy Ivan Trophy: Ian McKegney (Dallas Black Hawks)